# Miquel Mulet Morlà
Miquel Mulet Morlà (Llucmajor, Mallorca, 1929) és un gravador i pintor mallorquí. Es formà a l'escola d'Arts Aplicades i Oficis Artístics de Palma. Realitzà la primera exposició individual a Palma el 1949 i després en realitzà en altres indrets de Mallorca. Les seves obres són gravats calcogràfics i pintures d'estil realista.